# ماناسي برادهان
ماناسي برادهان (Manasi Pradhan) (من مواليد 4 أكتوبر عام 1962). كاتبة وناشطة هندية في مجال حقوق المرأة، ومؤسسة حملة الشرف الوطنية للنساء وهي منظمة وطنية تسعى لمكافحة العنف ضد النساء في الهند. حظيت باستقبال وتكريم الرئيس الهندي عام 2014، وفازت بجائزة المرأة المتميزة عام 2011 إلى جانب ماري بريما بيريك رئيسة منظمة المبشرين الخيرية.
حظيت برادهان بكثيرٍ من الاهتمام والتكريم على المستوى الدولي، ففي عام 2016 صنفتها مجلة بوستيل –مقرها في نيويورك– كواحدة من بين أكثر عشرين مؤلف وناشط إلهاماً في العالم. وفي عام 2017 صنفتها مؤسسة ولكير –مقرها في لوس أنجلوس– من بين أقوى 12 شخصية تأثيراً في التغيير النسوي. وفي عام 2018 دعاها اتحاد أكسفورد لإلقاء خطاب في جامعة أكسفورد.
ولدت ماناسي بردهان لعائلة فقيرة في قرية نائية في مقاطعة أوديشا الهندية، حاربت منذ صغرها المحظورات الاجتماعية السائدة، خصوصاً القيود المفروضة على تعليم النساء، فكانت تسير لمسافة 15 كم يومياً وسط الجبال والمستنقعات إلى المدرسة الثانوية الوحيدة في المنطقة بأكملها لتكون أول امرأة متعلمة في قريتها، وأول امرأة تدرس القانون في منطقتها لاحقاً، وقد حوِّلت قصة حياة ماناسي برادهان المُلهمة لأفلام وثائقية في الولايات المتحدة وإسرائيل.

## حياتها المبكرة وتعليمها
ولدت ماناسي برادهان لعائلة فقيرة جداً في قرية نائية تسمى آياتابور في منطقة بانابور في مقاطعة أوديشا. كانت البنت الكبرى لهيمالاتا برادهان وجوداباريش برادهان، والدها كان مزارعاً بسيطاً ووالدتها ربَّة منزل.
كان تعليم الإناث من المحرمات في معظم المناطق الريفية في بانابور آنذاك، ونادراً ما سمح للفتيات بالالتحاق بالمدارس الثانوية بعد إكمال الدراسة الإعدادية في القرية، ولذلك كان هناك ضغط قوي من العائلة على ماناسي لإنهاء دراستها، بالإضافة لعدم وجود مدرسة ثانوية في القرى والمناطق المجاورة لقريتها، ولكنَّ ماناسي واجهت كلَّ هذه الصعاب، وكانت تسير لمسافة 15 كم يومياً، وسط الجبال والمستنقعات لتصل إلى المدرسة الثانوية الوحيدة في المنطقة بأكملها، لتصبح لاحقاً أول امرأة تحصل على الشهادة الثانوية في قريتها.
انتقلت ماناسي مع عائلتها إلى بوري بعد الانتهاء من دراستها الثانوية لإكمال تعليمها الجامعي، وللبحث عن مصادر رزق جديدة للعائلة خصوصاً مع قلة موارد القرية الزراعية، في فترة الجامعة كان على ماناسي أن تدرس وتعمل لدعم أسرتها ودراساتها، أخيراً حصلت على بكالوريوس في الاقتصاد من كلية المرأة الحكومية في بوري، وماجستير من جامعة أوتكال، وحصلت كذلك على ليسانس في القانون من كلية الحقوق في بوري.

## المهنة
عملت ماناسي برادهان مع الإدارة المالية لحكومة مقاطعة أوديشا، وبنك أندرا لفترة قصيرة، ولكنها تركت العمل مع كلا الجهتين. لتبدأ في أكتوبر 1983 أعمال الطباعة والنشر الخاصة بها وأنشأت مجلة أدبية وهي ماتزال في سن الحادية والعشرين، وفي غضون سنوات قليلة نمت أعمالها بشكلٍ كبير، مما جعلها واحدة من رائدات الأعمال القليلات الناجحات في وقتها.

## النشاط
أسست ماناسي برادهان منظمة OYSS Women في عام 1987، وكان الهدف الرئيسي للمنظمة هو مساعدة الطالبات للحصول على التعليم العالي، وتأهيلهنَّ كقائدات ورائدات في المجتمع مستقبلاً، تعمل هذه المنظمة على تنظيم ورشات عمل للقيادة، ومعسكرات للتعليم والتدريب المهني، ومخيمات لتعليم الوعي القانوني والدفاع عن النفس، ورعاية الآلاف من الشابات كقائدات محتملات في مجالهن المختار. وتقوم المنظمة أيضاً بالعديد من الأنشطة والفعاليات للمساهمة في دعم النساء، وتقود المنظمة حملة الشرف الوطنية للنساء.

## حملة الشرف الوطنية للنساء
أطلقت ماناسي برادهان حملة الشرف الوطنية للنساء في نوفمبر 2009، وهي حركة وطنية تهدف لإنهاء العنف ضد المرأة في الهند، وكان للحركة دور فعال في حشد الأمة ضد الفظائع المرتكبة بحق النساء.
تستخدم الحركة استراتيجيات مختلفة لمحاربة العنف ضد المرأة في الهند، مثل الإعلانات والمهرجانات والعروض السمعية والبصرية والمسرحيات في الشوارع لزيادة الوعي بالأحكام القانونية والمؤسسية لمكافحة الفظائع المرتكبة بحق النساء. ومن ناحية أخرى فهي تمارس ضغوطاً على الحكومة من خلال حشد الرأي العام، والحملات المستمرة من أجل التغييرات المؤسسية، والتدابير الإصلاحية لاحتواء العنف ضد المرأة ومكافحته.
توصلت الحركة في عام 2013 وبعد مضايقات وصعوبات استمرت لأربع سنوات إلى مشروع تفصيلي يهدف لإنهاء العنف ضد المرأة، وصدر هذا المشروع على شكل ميثاق من أربع نقاط في عام 2014، أرسل هذا الميثاق إلى جميع حكومات الولايات في الهند، وتمت تعبئة الرأي العام للضغط من أجل لتنفيذ هذا الميثاق الطلب بنقاطه الأربع.

## ميثاق الأربع نقاط
أصدرت حملة الشرف الوطنية للنساء برئاسة ماناسي برادهان ميثاق مكون من أربع نقاط أرسل لجميع حكومات الولايات في الهند، شكل هذا الميثاق حجر الزاوية والأساس الفكري للحركة، ودفع العديد من حكومات الولايات إلى إجراء تعديلات قانونية مناسبة.
يتألف هذا الميثاق من:
- تضييق الخناق على تجارة الخمور
- تضمين تدريبات الدفاع عن النفس للنساء في المناهج التعليمية
- توفير قوة حماية خاصة لأمن المرأة في كل منطقة
- محكمة مسار سريع وجناح خاص للتحقيق والملاحقة القضائية للجرائم المرتكبة ضد النساء في كل منطقة.[34][36]

## أعمالها الأدبية
ماناسي برادهان كاتبة وشاعرة مشهورة، ترجم كتابها الرابع Urmi-O-Uchchwas إلى ثماني لغات رئيسية في العالم.